# Jack Ross
Jack Ross (Seattle, 1 november 1916 - 16 december 1982) was een Amerikaanse trompettist en entertainer.

## Carrière
Jack Ross had genoeg aan twee plaatopnamen, om zich internationaal respect te verschaffen. Tot aan het begin van de jaren 1960 was hij aan de westkust van de Verenigde Staten slechts bij weinig muziekliefhebbers als trompetsolist een begrip. In de jaren 1950 was een 78-toeren-single met twee trompetsolo's verschenen en in 1960 kwam een lp met swingnummers op de markt met het Dick Lane Quartet. Enkele nachtclubbezoekers kenden Jack Ross als entertainer. Aan het eind van 1961 besloot het Californische label Dot Records om met Jack Ross een single uit te brengen met de instrumentale nummers Happy Jose (Ching-Ching) en Sweet Georgia Brown.
Nadat de plaat in november 1961 in de Verenigde Staten op de markt was gekomen, verscheen het nummer Happy Jose in januari 1962 voor de eerste keer in de Billboard Hot 100 op de 90e plaats en steeg naar de 57e plaats. Het nummer bleef zes weken in de Hot 100. Ondanks het slechts middelmatige succes in de Verenigde Staten verbreidde Happy Jose zich wereldwijd. London Records publiceerde Happy Jose in Groot-Brittannië en onder andere ook in Griekenland, Israël, Australië en Nieuw-Zeeland.
Twee maanden later verbreidde Dot Records een totaal anders getypeerd nummer met Jack Ross. Met de comedy-titel Cinderella toonde Ross zich van zijn entertainerkant. Zijn gesproken cabarettekst in de live-sfeer sprak het Amerikaanse publiek aan, en de plaat werd in Amerika een verkoopsucces. Cinderella stond negen weken in de Billboard Top 10 en bereikte de 16e plaats. Aansluitend volgden bij Dot Records nog twee verdere singles, die echter geen succes waren. Nadat daarmee zijn korte platencarrière beëindigd was, beleefde Ross in mei 1963 nog een resonantie van zijn successen bij een optreden in de Perry Como-show.

## Overlijden
Jack Ross overleed in 1982 in de leeftijd van 66 jaar.

## Discografie

### Vinyl-singles
- 1950: Jo Ann / Zing Went the Strings of My Heart
- 1961: Happy Jose (Ching-Ching) / Sweet Georgia Brown
- 1962: Cinderella / Margarita
- 1962: Take Me Along / Mumbles
- 1963: I'll Take Care of Your Cares / Shadrak

### Albums
- 1960: Las Vegas Late Show
- 1962: Cinderella
- 1975: Quite the Handyman
- ####: Jack Ross

- Gemeinsame Normdatei: 1207549045
- International Standard Name Identifier: 0000 0000 5763 4347
- Library of Congress Control Number: no2009038087
- MusicBrainz: 8d49b679-4d54-4ff2-aa65-49a84462c22c
- Virtual International Authority File: 83587182
- WorldCat: E39PBJvd7QY6Fp6RD39C9fYByd